# Jan Dolgowicz

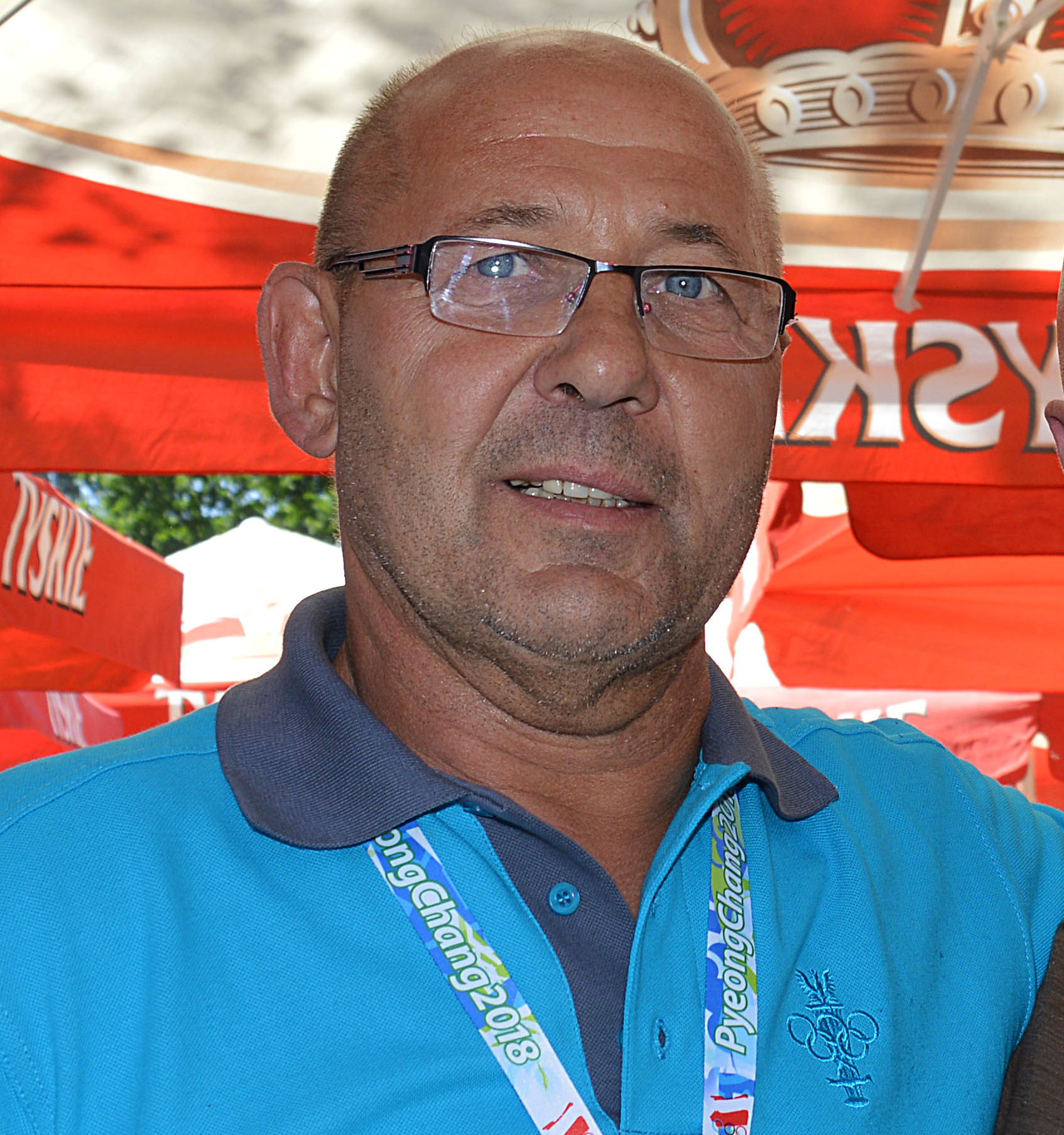
Jan Dolgowicz

Jan Dolgowicz (* 21. Dezember 1954 in Skarbiewo bei Bydgoszcz) ist ein ehemaliger deutscher Ringer polnischer Herkunft.

## Werdegang
Jan Dolgowicz wuchs in Kattowitz auf und begann dort bei GKS Kattowitz mit dem Ringen. Der Oberschlesier besuchte in Kattowitz ein Technikum und wurde Mechaniker. Jans Trainer in Kattowitz war Jan Adamaszek. Nach Aufnahme in die Nationalmannschaft betreute ihn auch Nationaltrainer Janusz Tracewski. Jan wog bei einer Größe von 1,78 m ca. 82 kg und rang im Mittelgewicht. Er bevorzugte den griechisch-römischen Stil. 1977 gewann er in diesem Stil erstmals die polnische Meisterschaft im Mittelgewicht. Im gleichen Jahr gab er auch sein Debüt bei einer internationalen Meisterschaft. Im türkischen Bursa verlor er seine ersten beiden Kämpfe und schied nach zwei Runden aus. Weit besser lief es für ihn schon bei den Weltmeisterschaften 1977 in Göteborg. Er gewann vier Kämpfe und besiegte dabei auch den späteren Weltmeister Wladimir Tscheboksarow aus der Sowjetunion, schied aber nach Niederlagen gegen Momir Petković aus Jugoslawien und Ion Draica aus Rumänien, der sich in der weiteren Karriere Jans zu einem wahren Angstgegner für ihn entwickeln sollte, aus und belegte den 4. Platz.
1978 wurde Jan Vizeeuropameister in Oslo. Wieder verlor er gegen Ion Draica, aber erst im Endkampf. Bei den Weltmeisterschaften 1978 verfehlte er nur knapp eine Medaille. Diesmal unterlag er Waleri Tscheboksarow und erneut seinem Angstgegner Ion Draica.
1979 wurde Jan Dolgowicz erneut Vizeeuropameister, wobei ihm wieder Ion Draica den Griff zum Titel verwehrte. Nicht ganz so gut schnitt er bei den Weltmeisterschaften des gleichen Jahres in San Diego ab. Nach zwei Siegen waren Ion Draica und Momit Petkovic Endstation für Jan. So kam er auf den 6. Platz.
Im Jahr 1980 startete Jan nur bei den Olympischen Spielen in Moskau. Mit dem Gewinn der Silbermedaille errang er dabei den größten Erfolg seiner Laufbahn. Im 1. Kampf des Turniers hatte er ausgerechnet gegen Ion Draica anzutreten. Diesmal widerstand er diesem aber so weit, dass beide Ringer, Jan und Ion, wegen Passivität von der Matte gestellt wurden. Für Ion Draica war nach einem weiteren Kampf Endstation, während sich Jan noch bis in das Finale vorkämpfte und erst im Kampf um die Goldmedaille gegen den Weltmeister des Vorjahres Gennadi Korban aus der UdSSR unterlag.
Auch 1981 gelang Jan kein Titelgewinn. Bei der Europameisterschaft dieses Jahres in Göteborg unterlag er im Finale wieder Gennadi Korban und bei der Weltmeisterschaft dieses Jahres Draica und Korban und landete auf dem 5. Platz.
1982 bestritt Jan seine letzte internationale Meisterschaft. Es war die Weltmeisterschaft in seiner Heimatstadt Kattowitz. Es war ihm auch hier nicht vergönnt, den Titel zu gewinnen, er konnte seine internationale Laufbahn aber mit einer Bronzemedaille abschließen.
Im Jahr 1983 siedelte Jan Dolgowicz in die Bundesrepublik Deutschland über. Er bekam die deutsche Staatsbürgerschaft und rang noch einige Jahre in der Bundesligamannschaft des KSV Aalen. Im Jahr 1985 gewann er auch die deutsche Meisterschaft im Mittelgewicht, griech.-röm. Stil. Nach Beendigung seiner Laufbahn als aktiver Ringer war er viele Jahre als Trainer bei deutschen Spitzenvereinen (KSV Germania Aalen, ASV Bauknecht Schorndorf) tätig.
Die Ergebnisse der internationalen Meisterschaften und einiger anderer Turniere, an denen Jan Dolgowicz teilnahm, sind aus dem folgenden Abschnitt zu ersehen.

## Internationale Erfolge
(OS = Olympische Spiele, WM = Weltmeisterschaft, EM = Europameisterschaft, GR = griech.-röm. Stil, Mi = Mittelgewicht, Hs = Halbschwergewicht, damals bis 82 kg bzw. 90 kg Körpergewicht)
- 1977, 11. Platz, EM in Bursa, GR, Mi, nach Niederlagen gegen Pawel Christow, Bulgarien und Anatoli Nazarenko, UdSSR;

- 1977, 4. Platz, WM in Göteborg, GR, Mi, mit Siegen über Ömer Suzan, Türkei, Francesco Semerano, Italien, Pawel Pawlow, Bulgarien, Wladimir Tscheboksarow, UdSSR und Niederlagen gegen Momir Petković, Jugoslawien und Ion Draica, Rumänien;

- 1978, 2. Platz, EM in Oslo, GR, Mi, mit Siegen über Isidro, Spanien, Jimmy Martinetti, Schweiz, Miklós Hegedűs, Ungarn, Leif Andersson, Schweden, Suzan und Christow und einer Niederlage gegen Draica;

- 1978, 4. Platz, WM in Mexiko-Stadt, GR, Mi. mit Siegen über Christo Sawa, Bulgarien, Atushi Iazawa, Japan, Leif Andersson und Niederlagen gegen Tscheboksarow und Draica;

- 1979, 2. Platz, EM in Bukarest, GR, Mi, mit Siegen über Hegedűs, Leif Andersson und Taimuraz Abchazawa, UdSSR und einer Niederlage gegen Draica;

- 1979, 6. Platz, WM in San Diego, GR, M i, mit Siegen über Dan Chandler, USA und Klaus Mysen, Norwegen und Niederlagen gegen Draica und Petkovic;

- 1980, 2. Platz, Großer Preis der BRD in Aschaffenburg, GR, Mi, hinter Draica und vor Pawlow, L. Slajher, Jugoslawien, Miroslav Janota, Tschechoslowakei und Siegfried Seibold, BRD;

- 1980, Silbermedaille, OS in Moskau, GR, Mi, mit Siegen über Jarmo Övermark, Finnland, Mohammed Eloulabi, Syrien und Pawel Pawlow und einer Niederlage gegen Gennadi Korban, UdSSR; im Kampf Dolgowicz gegen Draica wurden beide Ringer wegen Passivität disqualifiziert;

- 1981, 2. Platz, Großer Preis der BRD in Aschaffenburg, GR, Mi, hinter Korban und vor Leif Andersson, Tomas, Draica und Seibold;

- 1981, 2. Platz, EM in Göteborg, GR, Mi, mit Siegen über Kurt Spaniol, BRD, Suzan, Mihaly Tomas, Ungarn und Karoly Kopas, Jugoslawien und einer Niederlage gegen Korban;

- 1981, 5. Platz, WM in Oslo, GR, Mi, mit Siegen über Georges Marx, Frankreich, Sören Claesson, Schweden und Tomas und Niederlagen gegen Draica und Korban;

- 1982, 3. Platz, Großer Preis der BRD in Freiburg im Breisgau, GR, Mi, hi. Abchazawa und Spaniol und vor Seibold und Petkovic;

- 1982, 3. Platz, WM in Kattowitz, GR, Mi, hinter Taimuraz Abchazawa und Ion Draica und vor Momir Petkovic, Adrian Berg von Linde, Schweden und Jarmo Övermark

## Polnische Meisterschaften
Jan Dolgowicz wurde 1977, 1978, 1979 und 1982 polnischer Meister im Mittelgewicht.

## Deutsche Meisterschaften
1985, 1. Platz, GR, Mi, vor Andreas Steinbach, Lahr und Hans-Hermann Strauß, Aalen